# South Coatesville
South Coatesville es un borough ubicado en el condado de Chester en el estado estadounidense de Pensilvania. En el año 2008 tenía una población de 997 habitantes y una densidad poblacional de 226 personas por km².

## Geografía
South Coatesville se encuentra ubicado en las coordenadas 39°58′17″N 75°48′43″O / 39.97139, -75.81194.

## Demografía
Según la Oficina del Censo en 2000 los ingresos medios por hogar en la localidad eran de $37 596 y los ingresos medios por familia eran $41 528. Los hombres tenían unos ingresos medios de $31 813 frente a los $29 028 para las mujeres. La renta per cápita para la localidad era de $14 321. Alrededor del 12,6% de la población estaba por debajo del umbral de pobreza.